# ليليان لينتون
ليليان إيدا لينتون (5 يناير 1891 - 28 أكتوبر 1972) راقصة إنجليزية، ومنادية بمنح المرأة حق الاقتراع، وفازت بميدالية الصليب الأحمر الفرنسي لخدمتها كمساعدة تمريض في الحرب العالمية الأولى.

## شهرتها
في أوائل عام 1913، بدأت سلسلة من هجمات الحرق العمد في لندن مع أوليف واري، واعتقلت في فبراير 1913 للاشتباه في إشعالها النار في بيت الشاي في حدائق كيو. في سجن هولواي، أضربت عن الطعام لمدة يومين قبل إطعامها قسرًا، مما تسبب في مرضها الشديد بالتهاب الجنبة الناجم عن دخول الطعام إلى رئتيها. احتاج الأمر إلى طبيبين وسبعة حراس لكبح جماحها. أطلق سراحها بسرعة وبهدوء.
أثارت قضيتها غضبًا بين الجمهور، وزاد الأمر سوءًا نفي وزير الداخلية، ريجنالد ماكينا، إطعامها قسرًا، وقال إن مرضها سببه في الواقع إضرابها عن الطعام. لكن أوراق وزارة الداخلية تظهر إجبارها على الطعام في 23 فبراير 1913.
ادعى فيكتور هورسلي، أحد الجراحين البارزين، في رسالة إلى التايمز في عام 1913: «إن محاولة وزير الداخلية إنكار أن الآنسة لينتون كادت تقتل بسبب الإطعام القسري لا قيمة لها ... قيدوها إلى كرسي وشدوا رأسها من شعرها إلى الخلف على ظهر الكرسي. أدخِل الأنبوب عبر أنفها مرتين. بعد الإدخال الثاني وعند سكب الطعام، أصيبت باختناق شديد». لتجنب المزيد من هذا الإحراج السياسي، سارعت الحكومة من خلال «قانون القط والفأر» في أبريل 1913، والذي نص على أنه يمكن إطلاق سراح «الفئران» المضربة عن الطعام بترخيص مؤقت لاستعادة صحتهم، عندها يمكن لقوات الأمن إعادة اعتقالهم. في يونيو 1913، ألقي القبض على لينتون في دونكاستر ووجهت إليها تهمة «ماي دينيس» بالتواجد في مبنى منزل غير مأهول أضرمت فيه النيران. أطلق سراحها من سجن أرملي في ليدز بعد عدة أيام، لم تكن هناك محاولة لإطعامها بالقوة في هذه الحادثة. أما شريكها في الحرق العمد كان صحفيًا محليًا يبلغ من العمر 18 عامًا يُدعى هاري جونسون، وحُكم عليه بالسجن لمدة 12 شهرًا مع الأشغال الشاقة في سجن ويكفيلد.
في يوليو 1913، بحثت الشرطة في ليدز عن لينتون، لكن خطة تهريبها كانت محكمة، فقد بقيت مع فرانك روتر، مدير معرض ليدز للفنون، لتتمكن من الهرب في شاحنة توصيل تقودها ليونورا كوهين مرتدية زي رجل خباز، وتبادلت لينتون الأماكن مع نورا دوفال مرتدية زي فتى توصيل يقرأ قصة هزلية ويأكل تفاحة. أخذتها سيارات الأجرة إلى هاروغيت، ثم سكاربورو، حيث هربت إلى فرنسا في يخت خاص.
أصدر مكتب السجل الجنائي صورة مراقبة لها التقطت سرًا في ساحة التمرين في سجن هولواي، ووصفت بالتفاصيل المصاحبة لها بأنها بطول 5 أقدام وبوصتين، وعينان وشعر بني. صرحت لينتون لاحقًا، «كلما خرجت من السجن كان هدفي هو حرق مبنيين في الأسبوع... كان الهدف خلق حالة مستحيلة تمامًا لشؤون البلاد، لإثبات أنه من المستحيل الحكم دون موافقة المحكومين». ألقي القبض عليها في أكتوبر 1913 أثناء استلامها دراجة من مكتب الأمتعة الأيسر في محطة بادينغتون، وأثناء الحبس الاحتياطي، دخلت في إضراب مشترك عن الطعام والماء، وأطعموها قسرًا مرة أخرى. تأثرت صحتها الجسدية مرة أخرى بشكل خطير بهذا العلاج، وأطلِق سراحها بترخيص لمدة 5 أيام في رعاية السيدة ديبلوك من لندن، لكنها هربت مرة أخرى.
أعيد القبض على لينتون في 22 ديسمبر 1913 بتهمة إشعال النار في منزل في شلتنهام. تعرفوا عليها من صورة مراقبة الشرطة، وسجنت، عندها بدأت إضرابًا آخر عن الطعام والعطش، وأطلِق سراحها في الساعة 11 صباحًا في رعاية السيدة إمبي من برمنغهام، لتهرب من منزلها مرة أخرى، وظلت طليقة حتى أوائل مايو 1914 عندما أعيد اعتقالها في بيركينهيد. احتُجزت في الحبس الاحتياطي وانتظرت المحاكمة في ليدز أسيزس بتهمة الحرق المتعمد في دونكاستر، وأضربت مرة أخرى عن الطعام والشراب حتى أطلِق سراحها في 12 مايو 1914. نظرًا لتكرار هروبها، أصبحت لينتون تُعرف باسم «بيمبيرنيل الصغيرة، والماكرة، والمراوغة». حصلت على وسام الإضراب عن الطعام «عن الشجاعة» من الاتحاد الاجتماعي والسياسي للمرأة.